# Војно дело (часопис)
Војно дело је интердисциплинарни научни часопис који представља отворени форум за публиковање и стимулисање иновативног приступа домену безбедности и одбране.

## О часопису
Часопис Војно дело публикује се 70 година у континуитету (јубиларна година је 2018. годином).

### Историјат
Часопис је основан у Београду, Наредбом врховног команданта и министра народне одбране ФНРЈ од 13. децембра 1948. године. Први број је публикован 1. фебруара 1949. године динамиком од четири броја годишње, а од 1953. године прелази на месечну динамику публиковања.

### Периодичност излажења
Часопис се публикује осам пута годишње, и то: у националном (ћирилица, 4 свеске - бр. 1,2,5 и 6), регионалном (латиница, 2 свеске - бр. 3 и 7) -  и међународном (енглески језик, 2 свеске - бр. 4 и 8) издању.

## Уредници
- Ставка пописа с ознакама
- Ставка пописа с ознакама

## Аутори прилога
- Ставка пописа с ознакама
- Ставка пописа с ознакама

## Теме
- Ставка пописа с ознакама
- Ставка пописа с ознакама